# Постепена полимеризација
Постепена полимеризација, је вид реакције полимеризације, коју карактерише постепени раст степена полимеризације.

## Основна правила настанка реакције
Постепена полимеризација се увек јавља као последица непосредне реакције ункционалних група које се јављају у мономерима.
Постепена полимеризација се може добити коришћењем две врсте мономера:
- типа A-B - tzn. takich, у чијим молекулима се јављају обе функционалне групе које међусобно реагују:

A-B -> -[A-B-]n
- типа A-A и B-B - чијим молекулима се јављаја само једна врста функционалних група:

A-A + B-B -> -[-A-A-B-B-]n
У првом делу реакције увек настају димери:
A-B + A-B -> A-B-A-B - димер
који потом реагују или са следећим мономером или са самим собом:
A-B-A-B + A-B -> A-B-A-B-A-B тример
A-B-A-B + A-B-A-B -> A-B-A-B-A-B-A-B тетраамер
Тример и тетраамер подједнако могу да реагују са мономером, димером као и са самим собом итд. 
Може се рећи да је постепена полимеризација бесконачан ток следећих реакција у којем, сви претходни продукти могу поново међусобно да реагују.